# トビリシ地下鉄
トビリシ地下鉄（トビリシちかてつ、グルジア語: თბილისის მეტროპოლიტენი、グルジア語ラテン翻字: Tbilisis Metropoliteni、英語: Tbilisi Metro）は、ジョージアの首都トビリシの地下鉄である。1966年に、旧ソビエト連邦で4番目の地下鉄として開業した。旧ソビエト連邦の地下鉄の多くと同様に、ほとんどの駅はとても深いところにあり、また鮮やかな装飾がされている。

## 路線と駅
1号線とサブルタロ線の2路線があり、総延長27.3kmに23の駅がある。そのうち21駅が地下にあり、ディドゥベ駅とゴツィリゼ駅の2駅は地上にある。地下駅のうち、16駅が深いところに、4駅が浅いところにある。深いところにある駅では、6駅がパイロン様式、5駅がコラム様式、5駅がシングルボールト様式（サンクトペテルブルク地下鉄の技術による）である。浅い駅は、3駅がピラー-トリスパン様式、1駅がシングルボールト様式（ハルキウ地下鉄の技術による）である。トビリシの地形は平坦でないため、特にアクメートリ-バルケティリ線の2箇所で地上を走行している。
1号線の駅前広場第一駅（サブルタロ線の駅前広場第二駅）で、両線は接続し、さらにグルジア国鉄のトビリシ中央駅にも接続している。ディドゥベとサムゴリでもグルジア国鉄の駅と接続している。
| #    | 路線名                         | 開業年 | 距離    | 駅数 |
| ---- | ------------------------------ | ------ | ------- | ---- |
| 1    | 1号線 (პირველი ხაზი)           | 1966年 | 19.6 km | 16   |
| 2    | サブルタロ線 (საბურთალოს ხაზი) | 1979年 | 7.7 km  | 7    |
| 合計 | 合計                           | 合計   | 26.4 km | 23   |

## 運営

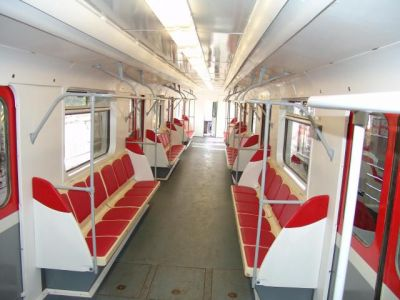
トビリシ地下鉄の車内

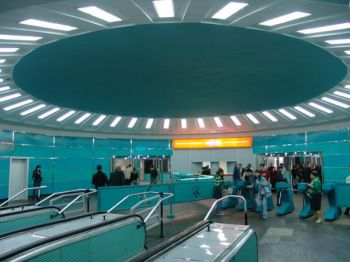
ツェレテリ駅

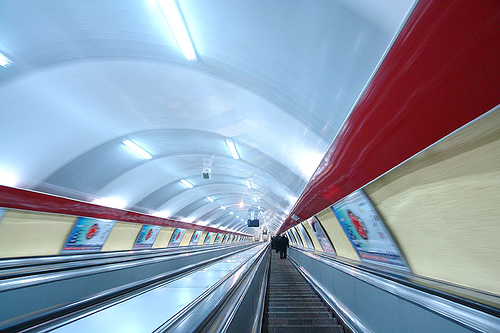
駅前広場第一駅

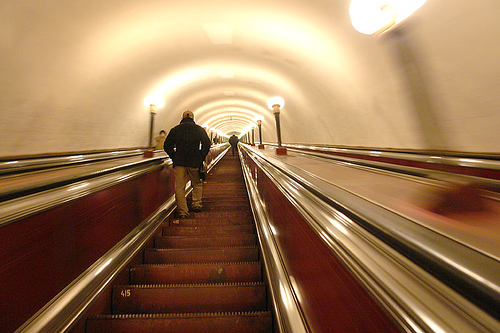
ルスタベリ駅

2005年には、年間1億560万人が地下鉄を利用したと推計されている。2つの車両基地に186両の車両が所属している。プラットホームは5両編成対応であるが、現在のところ1号線では4両編成、2号線では3両編成で運転されている。車両は、旧ソビエト連邦圏の他の地下鉄で使われているものとまったく同じである。トークンはすでに廃止され、バスにと共通の非接触型ICカードが採用されている。1枚2ラリのデポジットが必要で、1日の初回乗車時は1ラリでチェック後90分間乗降車自由という料金体系となっている。このバスと共通カードは街中に多数設置されている銀行端末から現金や銀行口座（ジョージア銀行、トビリシ銀行など)よりチャージすることが可能であり、各駅改札前には必ず設置されている。2022年からはデビットカードやクレジットカードによるコンタクトレス決済にも対応したが、この場合は発行元によって1回の利用につき最大1.5ラリとなる。列車は6時から24時まで走行しており、ラッシュ時の2.5分間隔から夜間帯の12分間隔までの運転時隔である。列車は60 km/hから90 km/hで走行する。
車内の自動音声によるアナウンスはジョージア語と英語で流れる。サドグリス・モエダニ駅＝Station Square駅、タビスプレビス・モエダニ駅＝Liberty Square駅などでは英語の駅名もあり、ジョージア語の駅名に続いて英語の駅名が流れる。
2018年には国立大学駅への延伸により、新しいデジタル信号システムがシーメンスによって設置され、ソ連崩壊後の時代の信号システムを含むネットワークがデリシ駅から国立大学駅までの唯一の区間である2.6kmの線路と3つの連動線を制御している。

## 歴史
ジョージア（グルジア）の首都トビリシ（公式には1936年まではティフリス）は、特にグルジア・ソビエト社会主義共和国の首都としての政治的な位置づけから、旧ソビエト連邦でも4番目に重要な都市であると考えられてきた。19世紀から20世紀にかけて急速に成長し、文化的・政治的な中心であるばかりでなく、ザカフカジエ（南カフカス）の交通と産業の重要な拠点とされてきた。こうしたことから地下鉄が必要であると考えられるようになった。
建設は1952年に始まり、1966年1月11日にジョージアで初、そして唯一の地下鉄として開業した。旧ソビエト連邦では、モスクワ、レニングラード（サンクトペテルブルク）、キエフに次ぐ4番目のものであった。この時点では6駅であったが、それ以来着実に成長して、2路線22駅を擁するようになった。
ソビエト連邦崩壊以来経済的問題が地下鉄のインフラ・運営・以降の拡張計画に影響を与えていたが、1990年代半ばには旧ソビエト時代の駅名の多くが変更された。1990年代初期から半ばには、電力不足のためトビリシ地下鉄の運行は停止していた。近年に至るまで、地下鉄は資金不足状態であり、また電力の供給が不安定なため大きな問題を抱えて運営されている。スリや強盗などの犯罪が広がっていることでも悪名高い。また地下鉄駅での事件も発生している。1997年10月9日、かつての警察官がDidube駅で自爆テロを行った。2000年2月14日には、ティーンエイジャーが手製の手榴弾を駅に投げ込み、数人を負傷させた。2004年3月には、地下鉄に乗車中の旅客が不明なガスにより中毒になった。
しかし、保安・管理組織が2004年から2005年にかけて改変されたことで、犯罪は減少しつつある。そのほかのサービスも大きく改善されている。
近年、駅の改築や車両その他の設備の更新などを含む、大規模な改良計画を行っている。トビリシの2006年度予算では、1600万ラリをこの計画に割り当てている。当時のミヘイル・サアカシュヴィリ大統領は、公共交通の中でも地下鉄を最良のものとすることを約束し、トビリシ地下鉄の局長にZurab Kikalishviliを2005年末に任命して、2007年までに地下鉄をヨーロッパ基準とすることとした（ヨーロッパ基準とは何か不明ではあるが）。しかし、更新計画はかなり遅れており、2010年7月現在、トビリシ地下鉄は目標としている水準には到底及んでいない。
2012年1月には、サブルタロ線の凍結されている延伸計画がヴァジャ・プシャヴェラ駅から新しい国立大学駅までの建設が再開された。このうち80パーセントまでの工事は旧ソ連自体に既に完成していた。計画はアジア開発銀行が融資する予定である。新しい駅は2013年初めに開業すると予定されていたが、2017年10月16日に開通した。2020年以降、欧州復興開発銀行の融資が4両連結車両10編成の新規導入、車両基地の近代化、トンネル改修工事に充てられる契約が結ばれたが、メトロワゴンマッシュ社が制裁リストに含まれたりなどによる様々な要因により契約は打ち切られた。2023年には欧州復興開発銀行が最大12駅の改修近代化に関する契約に署名した。2021年に3か月閉鎖の予定でスタートしたゴツィリゼ駅の近代化改修は2年遅れて2023年3月に完成した。2024年には97両を購入するという新たな取り組みが発表された。政府の将来計画には地下鉄車両をさらに更新するために追加で212両を購入することも含まれている。

## 将来
ヴァケ地区などを含むほかの地域にも路線網を広げる3番目の路線の建設計画がある。3本の路線が都心部で交差する、旧ソ連の典型的な三角形の路線網を構成する。しかしほとんどの建設現場は凍結状態であり、旧ソ連時代から凍結されているところもある。
トビリシには路面電車網を構築する計画もある。